# Château Frangipane
Pour les articles homonymes, voir Frangipane (homonymie).
Le château Frangipane (en italien : Castello Frangipane) est un ancien château-fort situé dans le commune de Terracine dans le Latium en Italie.

## Histoire
Le château est édifié à plusieurs reprises à partir de la fin du Xe siècle et amellioré par l'influente famille romaine des Frangipane qui reçoit la ville de Terracine en fief en 1143 par Célestine II. À cette epoque tout le Latium méridional fait experience d'un processus d'enchâtellement,,.
Le château-fort est érigé sur une base d'époque romaine en position dominante sur la plaine environnante.
La lutte des habitants de Terracine contre les tracasseries et les vexations des Frangipane se termine en 1202 avec l'expulsion de la puissante famille de la ville et l'instauration d'institutions communales. D'ici le particulier rapport que encore aujourd'hui lie les habitants de la ville à leur château.
Les dernieres œuvres de agrandissement du bâtiment remontent au XVe siècle.
En 1797 Pie VI ordonne le désarmement du château, qui reste abandonné. Une nouvelle forteresse est donc réalisée dans la partie baisse de la ville, aire destinée par le pape à l'expansion urbanistique de Terracine. Dès lors le bâtiment a été un couvent et une maison de retraite.
Le château est gravement dommagé par les bombardements de la seconde guerre mondiale. Dès 1996 une initiative popoulaire a mené enfin à la restauration du monument.